# Quindío
Quindío es uno de los treinta y dos departamentos que forman la República de Colombia. Su capital es Armenia. Está ubicado en el centro-oeste del país, en la región andina. Con 1845 km² es el segundo departamento menos extenso —por delante de San Andrés y Providencia— y con 306 hab/km², el tercero más densamente poblado, por detrás de San Andrés y Providencia y Atlántico. Pertenece al eje cafetero y a la región paisa.

## Historia

Conformación territorial del Viejo Caldas entre 1905 y 1912.

En la época precolombina, la región del Quindío fue habitada por los Quimbayas, uno de los grupos indígenas más destacados en el país por su expresión artística y cultural.
Esta región, por estar ubicada en un punto intermedio entre el oriente y occidente de Colombia, se convirtió en una ruta obligatoria de los personajes de esa época. En el siglo XIX la colonización antioqueña llega a lo que se denominaba el Viejo Caldas y otros sectores como el norte del Tolima y del Valle, donde se establecen varios caseríos que con el paso del tiempo se convirtieron en grandes ciudades, tal fue el caso de la ciudad de Armenia, fundada el 14 de octubre de 1889. En este proceso de colonización se funda la mayoría de los municipios del departamento.
Durante la época colonial y los primeros años de la República, el Quindío formó parte de la provincia de Popayán; desde 1857 conformó parte del Estado Soberano del Cauca, y desde 1886 del departamento del Cauca. En 1905 fue creado el departamento de Caldas por medio de la ley 17 de dicho año con los siguientes linderos:

Créase el departamento de Caldas entre los departamentos de Antioquia y Cauca, cuyo territorio estará delimitado así: el río Arma desde su nacimiento hasta el río Cauca; éste aguas arriba hasta la quebrada de Arquía, que es el límite de la provincia de Marmato. Quedarán comprendidas dentro del Departamento de Caldas las provincias de Robledo y Marmato, por los límites legales que hoy tienen, como también la provincia del Sur del departamento de Antioquia.

Parágrafo: La capital de este departamento será la ciudad de Manizales.
Bogotá, abril 11 de 1905. Publíquese y ejecútese.

Rafael Reyes.

Si bien el actual Quindío no formaba parte de ese departamento, sus habitantes manifestaron su intención de anexarse a dicha unidad administrativa, lo cual se llevó a cabo el 31 de agosto de 1908, dejando el Quindío de pertenecer al departamento del Cauca. El cultivo del café y el auge de la economía cafetera trajo consigo un rápido desarrollo económico y demográfico de la región, razón por la cual Armenia se constituye en un importante epicentro urbano y comercial, siendo ésta una razón para que los dirigentes reclamaran la creación del departamento. Finalmente en una gestión liderada por los parlamentarios Silvio Ceballos y Ancízar López, durante el gobierno del Presidente Guillermo León Valencia el proyecto se aprobó el 19 de enero de 1966 y se erige como departamento el 1 de julio de 1966 teniendo como primer gobernador al parlamentario Ancízar López López.

## Geografía

### Límites

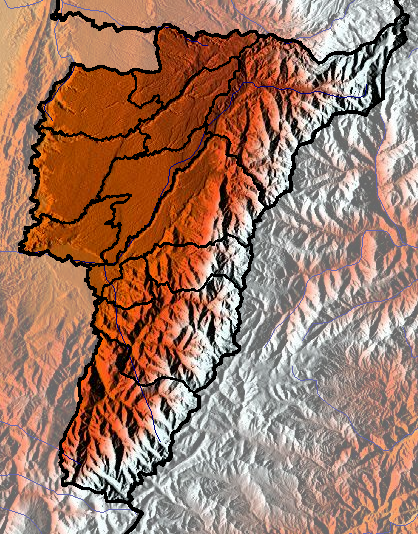
Mapa físico del Quindío.

El Quindío está localizado en la cordillera central. Por esta ubicación, el Quindío cuenta con 1845 km² de montañas con variados guaduales en sus puntas, ríos y quebradas que hidratan al departamento, y valles como los de Cocora, Maravelez y Quindío.
Entre los imponentes picos y montañas de Quindío, los más importantes y altos, son el Nevado del Quindío, a 4760 m s. n. m., y el Páramo de Chili a 3500 metros.
Quindío es un departamento muy bien hidratado, pues tiene muchas quebradas y ríos. Como el río Quindío, que atraviesa todo el departamento, dándole así grandes riquezas, como la de nutrir las palmas de cera del valle de Cocora, y haciendo que sea una tierra fértil y verde.
Debido a las diferentes alturas que tiene la geografía del Quindío, su clima también varía, desde frío de páramo hasta calor moderado de tierras bajas.

El departamento del Quindío está delimitado por los siguientes departamentos:
| Noroeste: Valle del Cauca (Río La Vieja) | Norte: Risaralda                                   | Nordeste: Risaralda y Tolima (Parque Nacional Natural Los Nevados) |
| Oeste: Valle del Cauca (Río Barragán)    |                                                    | Este: Tolima                                                       |
| Suroeste: Valle del Cauca                | Sur: Valle del Cauca y Tolima (Cordillera Central) | Sureste: Tolima                                                    |

## Medio ambiente

### Parques naturales
El Quindío comparte el Parque Nacional Natural Los Nevados con los departamentos de Risaralda, Caldas y Tolima.

### Parques nacionales

#### Parque del Café

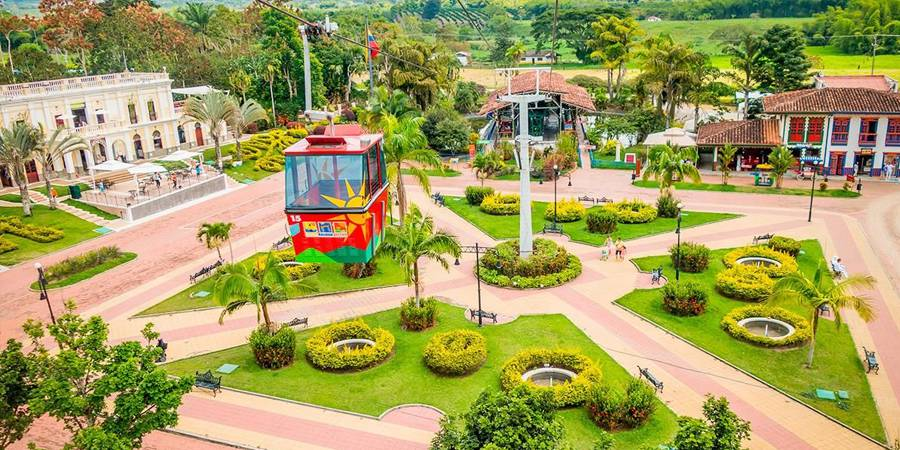
Vista de la Plaza Principal, réplica de la plaza de Bolívar de Armenia de 1925, en el Parque del Café, y la réplica de la Estación del Ferrocarril de Armenia.

Ubicado en el municipio de Montenegro, corregimiento de Pueblo Tapao, se trata de uno de los parques temáticos y de atracciones mecánicas más conocidos e importantes del país, el Parque del Café. Fue fundado por la Federación Nacional de Cafeteros de Colombia en 1995, a través del Comité Departamental de Cafeteros del Quindío. En total posee cuarenta atracciones que se dividen en mecánicas, acuáticas y temáticas. Entre las atracciones mecánicas más destacables se encuentran tres montañas rusas, dos teleféricos, un tren, una montaña acuática, una cumbre, un ciclón, una pista de karts, etc. También, cuenta con una gran muestra cultural, histórica y arquitectónica de la región, ya que se pueden encontrar diversas atracciones temáticas de la bonanza cafetera de Colombia que hizo conocida a la nación como productora mundial de café gourmet y que fueron los pilares de la erección del Quindío como departamento. El parque cuenta con una réplica de la plaza principal de Armenia del año 1928, rodeada de diversas casas y edificios propios del estilo arquitectónico antioqueño visto en municipios como Salento, Filandia y Calarcá. En esta misma plaza se encuentra una réplica a menor escala de la Antigua Estación del Ferrocarril de Armenia, usada como estación por el denominado Tren del Café, el cual recorre todo el parque. A su vez, una de las atracciones más conocidas del parque es el llamado Show del Café, una increíble puesta en escena teatral y musical que relata la historia del café en Colombia y su impacto en la sociedad, cultura, y relaciones internacionales del país.

### La Palma de Cera

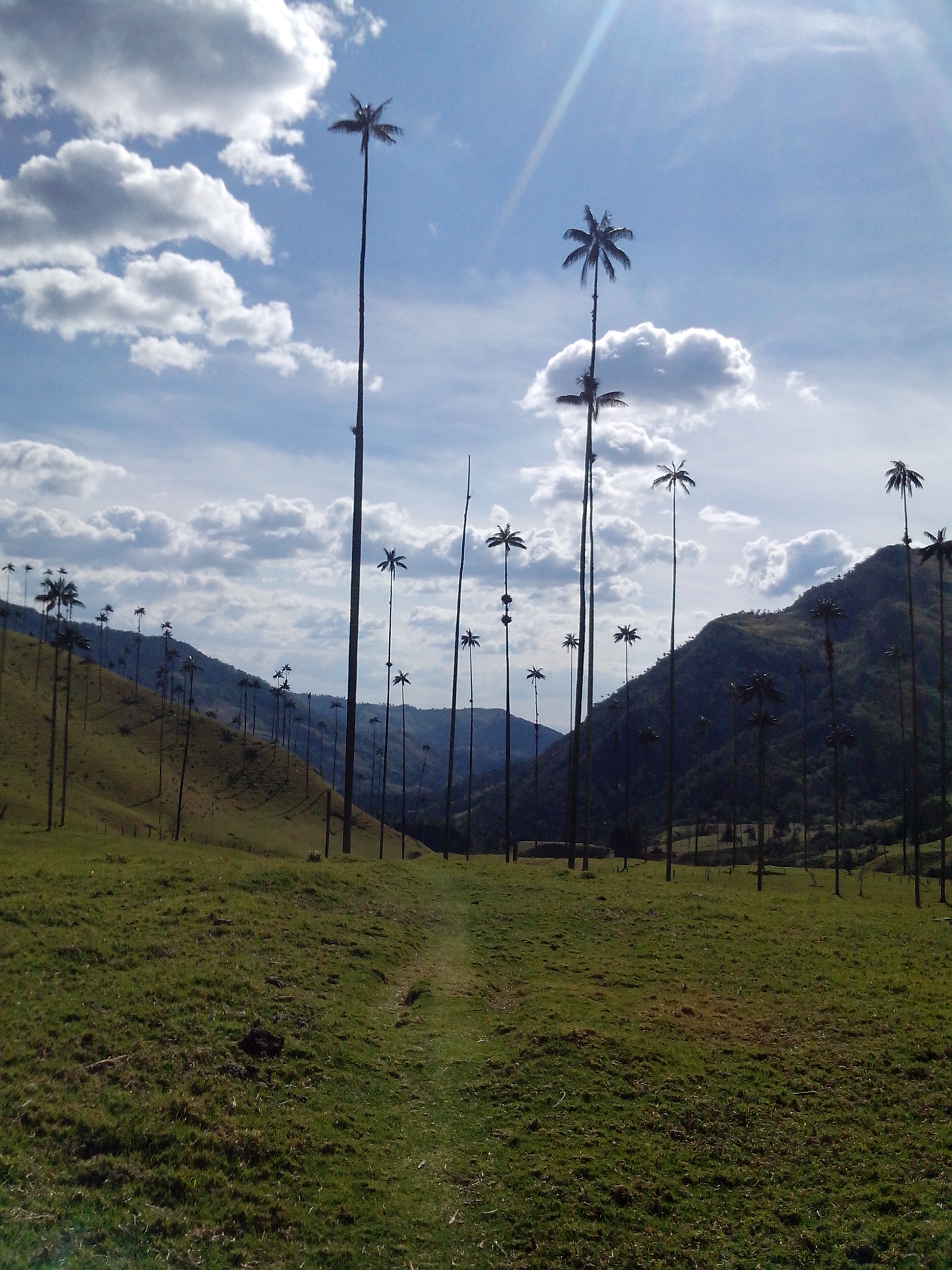
La Palma de cera del Qundío es el árbol nacional de Colombia.

Con la Ley 61 de 1985, el Congreso adoptó a la palma de cera del Quindío (Ceroxylon quindiuense) como árbol nacional de Colombia. Esta ley fue sancionada el 16 de septiembre por el entonces presidente Belisario Betancur. El articulado de esta norma señala:

Artículo 1.º: Declárase como árbol nacional y símbolo patrio de Colombia a la especie de palma científicamente llamada Ceroxylon quindiuense y comúnmente denominada Palma de Cera.
Artículo 2.º: Facúltase al gobierno nacional para que con estricta sujeción a los planes y programas de desarrollo, realice las operaciones presupuestales correspondientes, contrate los empréstitos y celebre los contratos necesarios con el fin de adquirir terrenos, que no sean baldíos de la nación, en la Cordillera Central, para constituir uno o varios parques nacionales o santuarios de flora a fin de proteger el símbolo patrio y mantenerlo en su hábitat natural.
Artículo 3.º: Prohíbese la tala de la Palma de Cera bajo sanción penal aplicable en forma de multa, convertible en arresto, en beneficio del municipio donde se haya cometido la infracción de conformidad con el decreto ley 2811 de 1974.
(texto de Santiago Díaz Piedrahita)

La cera que se obtenía de la palma en la antigüedad era usada en la fabricación de velas. A su vez, las ramas de la palma eran un elemento común y cotizado para su uso litúrgico durante la celebración del Domingo de Ramos en la celebración de la Semana Santa católica, acto que fue prohibido para garantizar la protección de la especie la cual se encuentra en la categoría de vulnerable ante su posible extinción, además de otras especies de fauna que dependen del fruto y del hábitat generados por esta planta.

## División político-administrativa
El departamento del Quindío está dividido en doce municipios, seis de ellos conforman el Área metropolitana de Armenia; en la que se encuentra 88 centros poblados. Los municipios están agrupados en diez cabeceras de círculo notarial con un total de catorce notarías, un círculo principal de registro con sede en la capital Armenia y dos oficinas seccionales de registro con sede en Calarcá y Filandia; un distrito judicial, en Armenia, con dos cabeceras de circuito judicial en Armenia y Calarcá. El departamento conforma la circunscripción electoral de Quindío.

## Demografía
Los municipios más poblados del departamento para 2025 son:
| Evolución de la población del departamento del Quindío (1973-2025)        |
|                                                                           |
| Población según censo. Población según proyección.Fuente: Statoids. DANE. |

### Etnografía
- Mestizos y blancos (97.92 %)
- Negros, mulatos o afrodescendiente (2,46 %)
- Amerindios o indígenas (0,41 %)
- Gitanos (0,01 %)

### Inmigración
El más reciente censo general de la nación, realizado por el Departamento Administrativo Nacional de Estadística de Colombia (DANE), presenta los siguientes resultados acerca del país de nacimiento de los habitantes del departamento del Quindío:
| N.º        | País           | Población |
| ---------- | -------------- | --------- |
| 1          | Venezuela      | 8 700     |
| 2          | España         | 548       |
| 3          | Estados Unidos | 436       |
| 4          | Ecuador        | 345       |
| 5          | Argentina      | 90        |
| 6          | Chile          | 66        |
| 7          | Panamá         | 59        |
| 8          | Perú           | 55        |
| 8          | México         | 55        |
| 10         | Francia        | 50        |
| No informa | No informa     | 71        |
| Otros      | Otros          | 630       |
| Total      | Total          | 11 105    |

## Economía
Su producto principal es el café, y también se cultiva plátano y banano. En los últimos años el departamento ha tenido un auge turístico con la oferta de alojamientos rurales y fincas cafeteras.
Un rubro destacado dentro de la economía de la región es el turismo de las antiguas fincas cafeteras, convertidas en hostales y/o pequeños hoteles, y la oferta de parques temáticos como el Parque del Café.